# Clitoridectomia
Clitoridectomia é a remoção cirúrgica, redução ou remoção parcial do clitóris. Raramente é usada como procedimento médico terapêutico, como quando o câncer se desenvolveu ou se espalhou para o clitóris. É frequentemente realizada coercitivamente em recém-nascidos intersexuais. Comumente, a remoção não médica do clitóris é realizada durante a mutilação genital feminina (MGF).

## Usos médicos

### Malignidades
A clitoridectomia geralmente é feita para remover malignidade ou necrose do clitóris. Isso às vezes é feito junto com uma vulvectomia radical completa. A cirurgia também pode ser necessária devido a tratamentos terapêuticos de radiação na área pélvica.
A remoção do clitóris pode ser causada por malignidade ou trauma.

### Intersexualidade e outras condições
Bebês do sexo feminino nascidos com genótipo 46,XX, mas com genitália afetada por hiperplasia adrenal congênita, são submetidos cirurgicamente à vaginoplastia, que geralmente reduz o tamanho do clitóris sem sua remoção total. O tamanho atípico do clitóris se deve a um desequilíbrio endócrino no útero. Outros motivos para a cirurgia incluem problemas envolvendo um microfalo e pessoas com transtorno de Mayer-Rokitansky-Kuster. Os tratamentos em crianças levantam preocupações com relação aos direitos humanos.

## Técnica
As técnicas cirúrgicas da clitoridectomia são usadas para remover uma malignidade invasiva que se estende até o clitóris. Os procedimentos cirúrgicos padrão são seguidos nesses casos. Isso inclui avaliação e biópsia. Outros fatores que afetarão a técnica selecionada são a idade, outras condições médicas existentes e a obesidade. Outras considerações são a probabilidade de cuidados hospitalares prolongados e o desenvolvimento de infecção no local da cirurgia. A cirurgia prossegue com o uso de anestesia geral e, antes da vulvectomia/clitoridectomia, é feita uma linfadenectomia inguinal. A extensão do local da cirurgia se estende de um a dois centímetros além dos limites da malignidade. Os linfonodos superficiais também podem precisar ser removidos. Se a malignidade estiver presente no tecido muscular da região, ele também será removido. Em alguns casos, o cirurgião consegue preservar o clitóris, embora a malignidade possa ser extensa. O tecido canceroso é removido e a incisão é fechada.
Os cuidados pós-operatórios podem empregar o uso de drenagem por sucção para permitir que os tecidos mais profundos cicatrizem em direção à superfície. O acompanhamento após a cirurgia inclui a remoção do dispositivo de drenagem para evitar o bloqueio. A permanência típica no hospital pode ser de até duas semanas. O local da cirurgia é deixado sem bandagem para permitir exames frequentes. As complicações podem ser o desenvolvimento de linfedema, embora a não remoção da veia safena durante a cirurgia ajude a evitar isso. Em alguns casos, a elevação dos pés, a medicação diurética e as meias de compressão podem reduzir o acúmulo de fluido.
Em uma clitoridectomia para bebês intersexuais, o clitóris geralmente é reduzido em vez de removido. O cirurgião corta a haste do falo alongado e costura a glande e os nervos preservados de volta ao coto. Em uma cirurgia menos comum chamada de recessão do clitóris, o cirurgião esconde a haste do clitóris sob uma dobra de pele, de modo que apenas a glande permanece visível.

## Sociedade e cultura

### Geral
Embora grande parte dos estudos feministas tenha descrito a clitoridectomia como uma prática destinada a controlar a sexualidade das mulheres, o surgimento histórico da prática nas antigas culturas europeias e do Oriente Médio pode ter sido possivelmente derivado de ideias sobre pessoas intersexuais e do policiamento dos limites entre os sexos.
No século XVII, os anatomistas continuavam divididos sobre se o clitóris era um órgão feminino normal, com alguns argumentando que somente as pessoas intersexuais tinham um e que, se fosse grande o suficiente para ser visível, deveria sempre ser removido no nascimento. No século XIX, alguns pensavam que a clitoridectomia poderia coibir a masturbação feminina. Isaac Baker Brown (1812-1873), um ginecologista inglês que foi presidente da Sociedade Médica de Londres, acreditava que a "irritação não natural" do clitóris causava epilepsia, histeria e mania, e trabalhou "para removê-lo sempre que tivesse a oportunidade de fazê-lo", de acordo com seu obituário no Medical Times and Gazette. Peter Lewis Allen escreve que as opiniões de Brown causaram indignação e ele morreu sem um tostão depois de ser expulso da Sociedade Obstétrica de Londres.
Ocasionalmente, na medicina americana e inglesa do século XIX, a circuncisão era feita como uma cura para a insanidade. Alguns acreditavam que os distúrbios mentais e emocionais estavam relacionados aos órgãos reprodutivos femininos e que a remoção do clitóris curaria a neurose. Esse tratamento foi descontinuado em 1867.
A estética pode determinar as normas do clitóris. A falta de ambiguidade da genitália é vista como necessária na atribuição de um sexo aos bebês e, portanto, se a genitália de uma criança é normal, mas o que é ambíguo ou normal pode variar de pessoa para pessoa.
O comportamento sexual é outro motivo para as clitoridectomias. A autora Sarah Rodriguez afirmou que a história dos livros didáticos de medicina criou indiretamente ideias aceitas sobre o corpo feminino. Os livros didáticos de medicina e ginecologia também são culpados pela forma como o clitóris é descrito em comparação com o pênis masculino. A importância e a originalidade do clitóris feminino são ressaltadas porque ele é visto como "um órgão menos significativo, já que os textos de anatomia comparam o pênis e o clitóris em apenas uma direção". Rodriguez disse que o pênis do homem criou a estrutura do órgão sexual.
Nem todos os exemplos históricos de cirurgias do clitóris devem ser considerados como clitoridectomia (remoção do clitóris). Na década de 1930, a psicanalista francesa Marie Bonaparte estudou as práticas cirúrgicas clitorianas africanas e mostrou que elas geralmente envolviam a remoção do capuz clitoriano, não do clitóris. Ela também foi submetida a uma cirurgia em seu próprio clitóris pelo cirurgião vienense Dr. Halban, que envolveu o corte do ligamento suspensor do clitóris para permitir que ele ficasse mais próximo da abertura vaginal. Esses tipos de cirurgias no clitóris, ao contrário de reduzir o prazer sexual das mulheres, na verdade parecem ter como objetivo tornar o coito mais prazeroso para as mulheres, embora não esteja claro se esse é o seu resultado real.

### Preocupações com direitos humanos
As clitoridectomias são a forma mais comum de mutilação genital feminina. A Organização Mundial da Saúde (OMS) estima que as clitoridectomias tenham sido realizadas em 200 milhões de meninas e mulheres vivas atualmente. As regiões onde a maioria das clitoridectomias é realizada são a Ásia, o Oriente Médio e o oeste, norte e leste da África. A prática também existe em migrantes originários dessas regiões. A maioria das cirurgias é feita por motivos culturais ou religiosos.
A clitoridectomia de mulheres com condições intersexuais é controversa quando ocorre durante a infância ou sob coação. As mulheres intersexuais expostas a esse tipo de tratamento falaram de sua perda de sensibilidade física e perda de autonomia. Nos últimos anos, várias instituições de direitos humanos criticaram o tratamento cirúrgico precoce de tais características.
Em 2013, foi divulgado em um periódico médico que quatro atletas de elite do sexo feminino de países em desenvolvimento, não identificadas, foram submetidas a gonadectomias e clitoridectomias parciais depois que testes de testosterona revelaram que elas tinham uma condição intersexual. Em abril de 2016, o Relator Especial das Nações Unidas para a saúde, Dainius Pūras, condenou esse tratamento como uma forma de mutilação genital feminina "na ausência de sintomas ou problemas de saúde que justifiquem esses procedimentos".